# Elezioni suppletive per la Camera dei rappresentanti degli Stati Uniti d'America del 1803
Nel corso del 1803 si tennero elezioni suppletive per la Camera dei rappresentanti per eleggere deputati della Camera nei distretti rimasti vacanti. 

## Risultati

### 7º distretto congressuale di New York
Le elezioni suppletive nel 7º distretto congressuale di New York si sono tenute dal 26 al 28 aprile, in seguito alle dimissioni di John Cantine.
| Partito                            | Partito                                                         | Candidato                          | Risultati 28-28 aprile | Risultati 28-28 aprile |
| Partito                            | Partito                                                         | Candidato                          | Voti                   | %                      |
| ---------------------------------- | --------------------------------------------------------------- | ---------------------------------- | ---------------------- | ---------------------- |
|                                    | Democratico-Repubblicano                                        | Josiah Hasbrouck                   | 1 810                  | 53,25                  |
|                                    | Federalista                                                     | Conrad E. Elmendorf                | 1 589                  | 46,75                  |
|                                    |                                                                 |                                    |                        |                        |
| Iscritti                           | Iscritti                                                        | Iscritti                           | 3 399                  | 100,00                 |
| ↳ Votanti (% su iscritti)          | ↳ Votanti (% su iscritti)                                       | ↳ Votanti (% su iscritti)          | 3 399                  | 100,00                 |
| ↳ Voti validi (% su votanti)       | ↳ Voti validi (% su votanti)                                    | ↳ Voti validi (% su votanti)       | 3 399                  | 100,00                 |
| ↳ Schede non valide (% su votanti) | ↳ Schede non valide (% su votanti)                              | ↳ Schede non valide (% su votanti) | 0                      | 0,00                   |
| ↳ Astenuti (% su iscritti)         | ↳ Astenuti (% su iscritti)                                      | ↳ Astenuti (% su iscritti)         | 0                      | 0,00                   |
|                                    |                                                                 |                                    |                        |                        |
|                                    | Esito: collegio passa da Federalista a Democratico-Repubblicano |                                    |                        |                        |

### Distretto congressuale at-large del Connecticut
Le elezioni suppletive nel distretto congressuale at-large del Connecticut si sono tenute il 5 settembre, in seguito alle dimissioni di Elias Perkins.
| Partito                            | Partito                                  | Candidato                          | Risultati 5 settembre | Risultati 5 settembre |
| Partito                            | Partito                                  | Candidato                          | Voti                  | %                     |
| ---------------------------------- | ---------------------------------------- | ---------------------------------- | --------------------- | --------------------- |
|                                    | Federalista                              | Simeon Baldwin                     | 11 006                | 63,11                 |
|                                    | Democratico-Repubblicano                 | William Hart                       | 6 433                 | 36,89                 |
|                                    |                                          |                                    |                       |                       |
| Iscritti                           | Iscritti                                 | Iscritti                           | 17 439                | 100,00                |
| ↳ Votanti (% su iscritti)          | ↳ Votanti (% su iscritti)                | ↳ Votanti (% su iscritti)          | 17 439                | 100,00                |
| ↳ Voti validi (% su votanti)       | ↳ Voti validi (% su votanti)             | ↳ Voti validi (% su votanti)       | 17 439                | 100,00                |
| ↳ Schede non valide (% su votanti) | ↳ Schede non valide (% su votanti)       | ↳ Schede non valide (% su votanti) | 0                     | 0,00                  |
| ↳ Astenuti (% su iscritti)         | ↳ Astenuti (% su iscritti)               | ↳ Astenuti (% su iscritti)         | 0                     | 0,00                  |
|                                    |                                          |                                    |                       |                       |
|                                    | Esito: collegio confermato a Federalista |                                    |                       |                       |

### 6º distretto congressuale di New York
Le elezioni suppletive nel 6º distretto congressuale di New York si sono tenute il 16 settembre, in seguito alla morte di Isaac Bloom.
| Partito                            | Partito                                               | Candidato                          | Risultati 16 settembre | Risultati 16 settembre |
| Partito                            | Partito                                               | Candidato                          | Voti                   | %                      |
| ---------------------------------- | ----------------------------------------------------- | ---------------------------------- | ---------------------- | ---------------------- |
|                                    | Democratico-Repubblicano                              | Daniel C. Verplanck                | 809                    | 57,38                  |
|                                    | Federalista                                           | Benjamin Akin                      | 601                    | 42,62                  |
|                                    |                                                       |                                    |                        |                        |
| Iscritti                           | Iscritti                                              | Iscritti                           | 1 410                  | 100,00                 |
| ↳ Votanti (% su iscritti)          | ↳ Votanti (% su iscritti)                             | ↳ Votanti (% su iscritti)          | 1 410                  | 100,00                 |
| ↳ Voti validi (% su votanti)       | ↳ Voti validi (% su votanti)                          | ↳ Voti validi (% su votanti)       | 1 410                  | 100,00                 |
| ↳ Schede non valide (% su votanti) | ↳ Schede non valide (% su votanti)                    | ↳ Schede non valide (% su votanti) | 0                      | 0,00                   |
| ↳ Astenuti (% su iscritti)         | ↳ Astenuti (% su iscritti)                            | ↳ Astenuti (% su iscritti)         | 0                      | 0,00                   |
|                                    |                                                       |                                    |                        |                        |
|                                    | Esito: collegio confermato a Democratico-Repubblicano |                                    |                        |                        |

### Distretto congressuale at-large della Georgia
Le elezioni suppletive nel distretto congressuale at-large della Georgia si sono tenute il 3 ottobre, in seguito alle dimissioni di John Milledge, eletto governatore.
| Partito                            | Partito                                  | Candidato                          | Risultati 3 ottobre | Risultati 3 ottobre |
| Partito                            | Partito                                  | Candidato                          | Voti                | %                   |
| ---------------------------------- | ---------------------------------------- | ---------------------------------- | ------------------- | ------------------- |
|                                    | Federalista                              | Joseph Bryan                       | 8 102               | 71,25               |
|                                    | Democratico-Repubblicano                 | Matthew MacAlister                 | 2 230               | 19,61               |
|                                    | Federalista                              | Cowles Mead                        | 1 039               | 9,14                |
|                                    |                                          |                                    |                     |                     |
| Iscritti                           | Iscritti                                 | Iscritti                           | 11 371              | 100,00              |
| ↳ Votanti (% su iscritti)          | ↳ Votanti (% su iscritti)                | ↳ Votanti (% su iscritti)          | 11 371              | 100,00              |
| ↳ Voti validi (% su votanti)       | ↳ Voti validi (% su votanti)             | ↳ Voti validi (% su votanti)       | 11 371              | 100,00              |
| ↳ Schede non valide (% su votanti) | ↳ Schede non valide (% su votanti)       | ↳ Schede non valide (% su votanti) | 0                   | 0,00                |
| ↳ Astenuti (% su iscritti)         | ↳ Astenuti (% su iscritti)               | ↳ Astenuti (% su iscritti)         | 0                   | 0,00                |
|                                    |                                          |                                    |                     |                     |
|                                    | Esito: collegio confermato a Federalista |                                    |                     |                     |

## Riepilogo
| Dat          | Stato       | Collegio | Parlamentare uscente | Partito                  | Parlamentare eletto | Partito                  |
| ------------ | ----------- | -------- | -------------------- | ------------------------ | ------------------- | ------------------------ |
| 26-28 aprile | New York    | 7°       | John Cantine         | Federalista              | Josiah Hasbrouck    | Democratico-Repubblicano |
| 5 settembre  | Connecticut | At-large | Elias Perkins        | Federalista              | Simeon Baldwin      | Federalista              |
| 26-28 aprile | New York    | 6°       | Isaac Bloom          | Democratico-Repubblicano | Daniel C. Verplanck | Democratico-Repubblicano |
| 3 ottobre    | Georgia     | At-large | John Milledge        | Democratico-Repubblicano | Joseph Bryan        | Democratico-Repubblicano |